# Skald

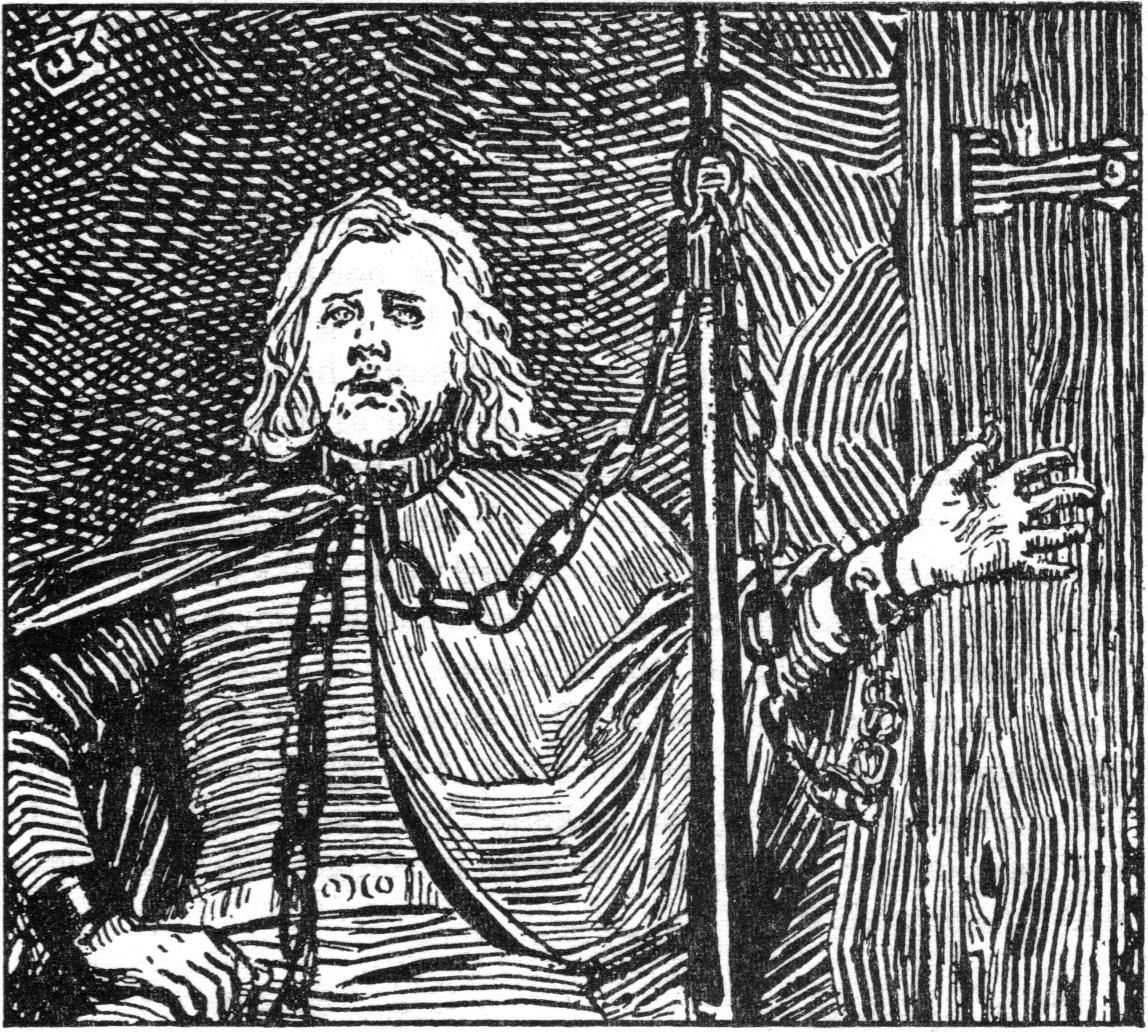
Rycina przedstawiająca skalda Berse

Skald – poeta dworski, którego działalność była związana z dworami skandynawskich lub islandzkich władców w czasach wikingów, który to tworzył oraz wykonywał ustne wersje tego, co obecnie znamy jako poezję staronordycką. Wykonywanie utworów obejmowało także grę aktorską i skaldowie wcielali się w trakcie śpiewów we władców czy wojowników. Poeci z tej grupy podróżowali od dworu do dworu witani jako honorowi goście, gdzie w zamian za śpiew dostawali podarunki takie jak pierścienie lub klejnoty, czasami też zapłata była pieniężna. Do końca XII wieku chrześcijaństwo oraz rosnące rozpowszechnienie pisma sprawiły, że ta oralna forma sztuki zaginęła.
W XII wieku Snorri Sturluson spisał Eddę młodszą, dzięki której zachowane zostały elementy sztuki skaldów, będącej w momencie tworzenia Eddy u progu zaginięcia w niepamięci. Wiele pieśni zachowało się także w Heimskringli Sturlussona.  
Techniczne wymagania poematów skaldycznych były porównywalne do wymagań skomplikowanych form wierszowych uprawianych przez walijskich bardów i irlandzkich filidów. Także tematyka była podobna i obejmowała panegiryki na cześć władców i arystokratów lub opisy ich czynów bitewnych. Z kolei królowie i szlachetnie urodzeni byli nie tylko inteligentnymi i chętnymi odbiorcami tej sztuki, ale także sami jej autorami.
W Szwecji oraz Islandii tradycyjnie nawet współcześnie mianem skalda określa się każdego poetę.

## Poezja skaldów
Większość wierszy nordyckich z czasów wikingów można zaliczyć do dwóch form: eddycznej i skaldycznej. Wiersz eddyczny był zwykle prosty tak jeśli chodzi o treść, styl, jak i o metrum. Opisywał przeważnie historie mityczne i bohaterskie. Wiersz skaldyczny z kolei miał skomplikowaną strukturę i tworzony był jako hołd dla konkretnego jarla lub króla.

## Autorstwo
Większość utworów skaldów, co rzadkie w przypadku utworów pochodzących z tych czasów, można przypisać konkretnym autorom i to z dużym prawdopodobieństwem. Wielu skaldów było osobami bardzo wpływowymi i posiadającymi władzę, więc ich życiorysy uznawano za warte spisania. O randze skaldów świadczy też, że za pierwszego skalda uznawany był Odyn, najważniejszy z nordyckich bogów.

## Metrum
Skaldowie tworzyli swoje utwory w różnych wariantach i dialektach języka staronordyjskiego. Głównym środkiem formalnym była aliteracja, prawie zawsze w postaci strofy dróttkvætt (nazywanej też dworskim lub pańskim metrum). Strofa ta w uproszczeniu składała się z ośmiu wersów ze średniówką po szóstej sylabie i rządziła się dosyć skomplikowanymi dodatkowymi zasadami rytmicznymi.

## Kenningi
Utwory skaldów zawierały dużą ilość kenningów, stałych metafor używanych w większości utworów poetyckich w północnej Europie tych czasów. Kenningi stanowiły środek stylistyczny, który wywoływał określone wyobrażenie, a jednocześnie wpasowywał się dobrze w aliteracyjną połowę wersu wymaganą przez dróttkvætt. Istotnie wyższe techniczne wymagania formy skaldycznej sprawiały, że tego rodzaju środki musiały być nagromadzone w dużej ilości, aby utwór świadczył o umiejętnościach autora i był bogaty w gry słowne. Wyobrażenia te jednak stawały się niezrozumiałe, przynajmniej dla tych, którzy nie chwytali aluzji, które były z nimi związane.

## Ważniejsi skaldowie
Do ważniejszych skaldów należą:
- Bragi Boddason „stary” – author Ragnarsdrápa (być może pierwowzór mitycznego boga Bragi, patronującego poezji)
- Þorbjörn hornklofi
- Þjóðólfr of Hvinir – autor Haustlöng i Ynglingatal
- Einarr Skúlason – autor Geisli
- Eyvindr Finnsson, znany też jako Eyvindr skáldaspillir lub Eyvindr Plagiator – autor Hákonarmál i Háleygjatal
- Eilífr Goðrúnarson – autor Þórsdrápa i Hákonar drápa jarls
- Egill Skallagrímsson – autor Sonatorrek
- Einarr Helgason „Skálaglamm”, „z błyszczących monet” – autor Vellekla
- Gunnlaugr Illugason, znany też jako „Ormstunga”, „Robaczy język” ze względu na jego skłonność do satyry i używania inwektyw
- Úlfr Uggason – autor Húsdrápa
- Kormákr Ögmundarson, główna postać w Kormáks saga
- Hallfreðr Óttarsson – autor Ólafsdrápa, lamentu dla króla Olafa Trygvasona
- Arnórr Þórðarson, „Jarlaskald”, Skald Earla
- Król Haraldr Harðráði
- Snorri Sturluson
- Þórir Jökull Steinfinnsson